# Spekulant (powieść)

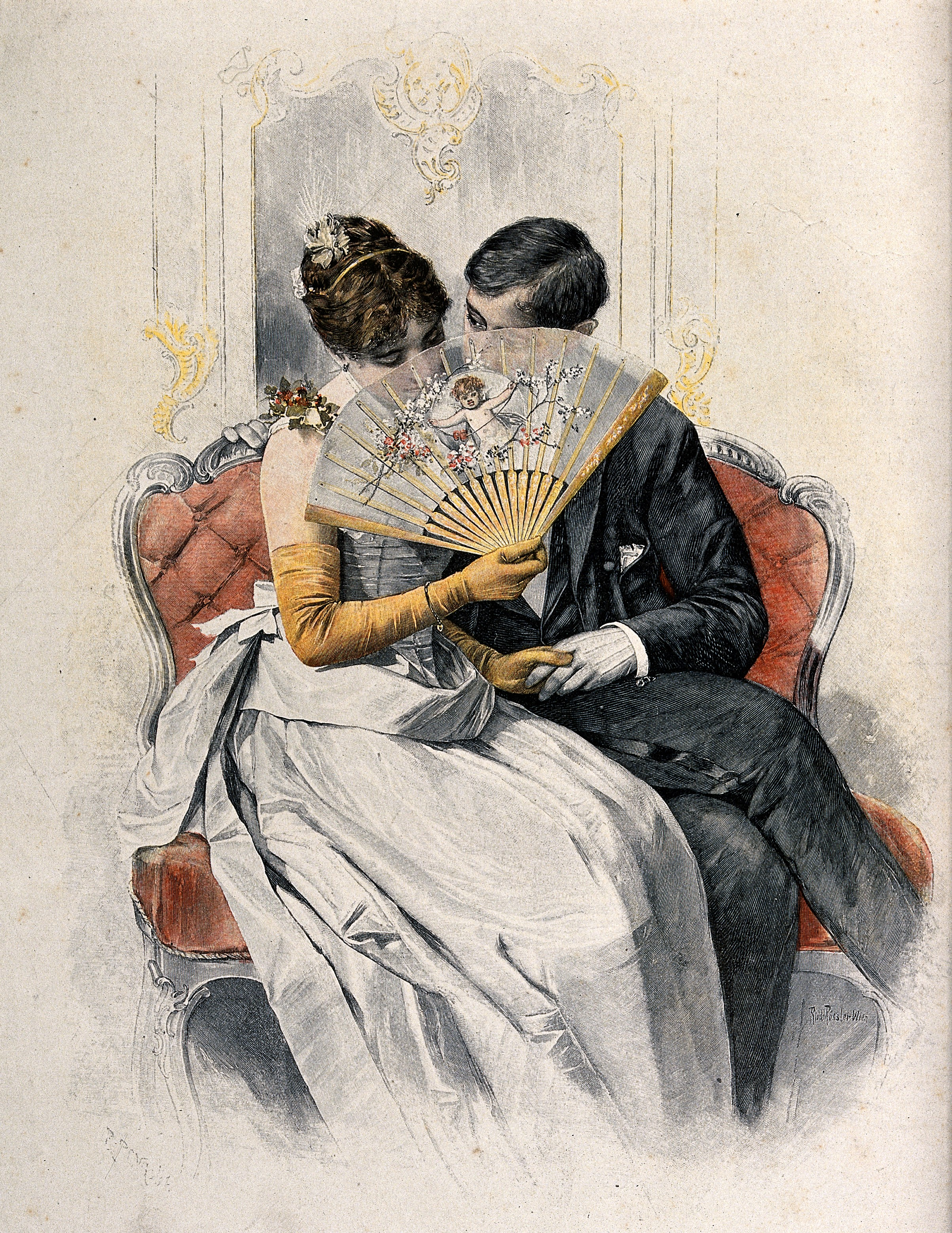
Marszałek usiadł i tak trzymając się za ręce, rozmawiali... (z epilogu)

Spekulant – powieść obyczajowa Józefa Korzeniowskiego z 1845 roku.
Poczytna, wydana kilkakrotnie za życia autora (Wilno, Warszawa, Złoczów) i wielokrotnie wznawiana w XX stuleciu (w tym szereg wydań powojennych od 1949 r.). Znany jest czeski (Spekulant) i rosyjski (Аферист) przekład tej powieści. Rękopis utworu zachował się we wrocławskiej Bibliotece Ossolińskich.
Istotna w dorobku pisarza jako zaznaczająca najważniejszą cezurę w jego biografii twórczej, związaną z porzuceniem twórczości teatralnej (dramat, komedia) na rzecz prozy realistycznej.

## Zarys fabuły
Akcja powieści toczy się na Podolu w 1843 roku. Po odbyciu nauk w Odessie panna Klara Wolczyńska wraz z matką powracają do swej posiadłości w Niedolipiu. W drodze spotykają wyrachowanego utracjusza Augusta Molickiego z pobliskiego Zakrzówka, który poszukuje kandydatki na żonę – nie będącej obiektem uczuć, ale takiej, której posag będzie w stanie go wzbogacić. Dlatego już wcześniej zwróciwszy uwagę na młodą, ładną i posażną pannę Wolczyńską, zaczyna jej nadskakiwać i chytrze ją osaczać, pragnąc rozbudzić w niej uczucie i doprowadzić do korzystnego małżeństwa. Obłudnie zyskuje też przychylność, a wkrótce i pełną aprobatę jej rodziców. Nie jest jednak świadom, że dziewczynę ogromną miłością darzy przyjaciel jej rodziny, marszałek Henryk Zabrzeziński. Wprawdzie jest on w stanie szlachetnie usunąć się i ustąpić mu w rywalizacji o Klarę, lecz jedynie wtedy, gdy przekona się, iż Molicki jest wart jego ukochanej.
Niewielki błąd przypadkowo popełniony przez Molickiego w sąsiedztwie, pobudza do przeciwdziałania bliskie i życzliwe Wolczyńskim osoby i uruchamia zdarzenia, które w efekcie prowadzą do zdemaskowania prawdziwych zamiarów „mariażowego spekulanta”. Po zerwaniu z nim stosunków i zakazie wstępu do Niedolipia, wprawdzie nieprzekonana, lecz ubłagana przez matkę Klara zgadza się zawrzeć z marszałkiem Zabrzezińskim formalny związek małżeński, który ma na celu zniweczenie jej uczuć miłosnych do Augusta. Niezdolna jednak oderwać od nich, nie potrafi też przekonać się do narzuconego męża i związek ich ma cechy „białego małżeństwa”, a relacje – jedynie oficjalny i poprawny charakter. Jednakże z biegiem czasu, kojący pobyt w jego majątku – Dębowej Woli, wpływ życzliwych osób oraz delikatność, tolerancja, takt i wyrozumiałość samego Henryka, a także dodatkowe dowody cynizmu i podłości byłego kochanka, pomału skłaniają Klarę do zmiany pierwotnej postawy. Ostateczny przełom dokonuje się wiosną następnego roku, gdy Klara już w pełni docenia wartość szlachetnych cech swego małżonka oraz jego szczerego uczucia usuwającego wszelkie małżeńskie przeszkody.

## Cechy powieści
Ma ona charakter współczesnego moralitetu, skierowanego w znacznej mierze do kobiet, o czym świadczą w tekście wielokrotne odwołania do „pięknych czytelniczek”. Fabuła utworu podzielona jest w konwencji scenicznego dramatu na 3 części: 
- cz. I (rozdz. I-XIV): uwieńczone złudnym powodzeniem zabiegi spekulanta, których pomyślny skutek podważa niewielka intryga Żyda;
- cz. II (rozdz. XV-XXII): zdemaskowanie obłudnej gry i klęska łowcy posagów, zakończona przekreśleniem jego nadziei wskutek ślubu panny z jego konkurentem;
- cz. III (rozdz. XXIII-XXXIII): dalsze losy obojga głównych bohaterów, przeżywających całkiem odmiennie zerwanie ich miłosnego związku.

## Literatura
- Zbigniew Zaturski (opr.): Józef Korzeniowski – Spekulant (geneza, charakterystyka osób, komentarz). Biblioteka Krytyk Literackich, seria 2, nr 47. Lwów: „Vita”, 1928